# Galeus nipponensis
Galeus nipponensis е вид хрущялна риба от семейство Scyliorhinidae.

## Разпространение
Видът е разпространен в Япония (Рюкю).